# Koloman
Koloman (mađarski Könyves Kálmán) (o. 1074. – 3. veljače 1116.) je bio ugarski kralj od 1095. do 1116., a od 1102. i hrvatsko-dalmatinski kralj, potomak ugarske dinastije Arpadovića.

## Životopis
Koloman je u Ugarskoj došao na vlast 1095. godine. Bio je nećak kralja Ladislava I. Svetog, a sin Ladislavova brata Gejze I., koji je Ugarskom kraljevao od 1074. do 1077. godine. Jedna od njegovih sestrični, Ladislavova kćer princeza Piroška, postala je kasnije bizantska carica Irena. Imajući u vidu Kolomanovu promišljenost, Ladislav ga je odredio za svog nasljednika, zaobišavši kao očitog kandidata za prijestol Kolomanova starijeg brata Almoša, kojeg je ranije bio postavio za kralja Hrvatske, nakon što je zauzeo Slavoniju u ratu za hrvatsko prijestolje i odabrao za budućeg kralja Ugarske. Neki kažu[nedostaje izvor] da je Koloman bio prava rugoba: razrok, hrom i grbav. Drugi opet hvale njegove duhovne vrline i kažu da je bio pismen, uljudan, obrazovan i poduzetna duha. Oponašao je u svemu svoga strica i nastojao po pravu nasljedstva zauzeti Hrvatsku.
Oženio je princezu Feliciju. Brak je bio sklopljen posredovanjem pape, a mlada je bila kći sicilskog grofa Rogera I., inače odanog papinog pristaše. Tim je brakom kralj htio popraviti svoje odnose s papom Urbanom II., koji su bili narušeni za vladavine njegova strica. Naime, Ladislav nije dobio privolu pape za osnivanje Zagrebačke biskupije 1094. godine, pa se obratio protupapi Klementu III. Tako je Koloman osigurao privolu pape jer se spremao na pohod u Hrvatsku. Koloman se prvo pobrinuo da križarska vojska, koja se kretala prema Carigradu pređe preko ugarskog teritorija. Potom se počeo pripremati da pokori Hrvatsku. 

### Prvi pohod na Hrvatsku
1097. godine ugarska vojska je krenula na Hrvatsku. Ugarskoj se vojsci tada ili možda na povratku suprotstavio hrvatski kralj Petar Svačić na planini Gvozdu. U bitci su Hrvati pretrpjeli poraz, a kralj Petar je poginuo. Princeza Felicija je stigla u Biograd, a dočekao ju je Merkurije, koji je vjerojatno bio vojskovođa tog pohoda, te je otpratio na vjenčanje u Ugarsku. Vojska nije išla južnije. Naime, granice Ugarske su na poticaj Bizanta napali Kumani. Bizant, kome je pripadao Dalmatinski temat, predao ga je zbog smutnji u Hrvatskoj na upravu Mletačkoj Republici. 1098. godine sklopio je s Mlečanima ugovor, kojim je njima pripala Dalmacija, a njemu Hrvatska.
Koloman se nije mogao posvetiti hrvatskim prilikama, jer se u Mađarskoj protiv njega 1098. godine pobunio njegov brat Almoš. On je smatrao da on treba vladati u Hrvatskoj, a Koloman u Ugarskoj. Kraljeva i pobunjenička vojska srele su se na obalama Tise, no do bitke nije došlo. Velikaši su nagovorili braću da se pomire. Kralj je oprostio Almošu. 
Kralj se tada umješao u ruske poslove. Koloman je na poziv kijevskog velikog kneza Svjatopolka prešao Karpate i opsjeo Prezmysl 1099. godine. Gradu je u pomoć pritekao vladimirsko-volinjski knez David i Kumani. Mađarska vojska pretrpjela je težak poraz, a sam je Koloman jedva spasio živu glavu. Bojeći se da češki knez s kojim je bio u zavadi ne iskoristi taj poraz, odmah je s njim sklopio mir i savez. Vratio se u Ugarsku, preko koje je 1101. godine prošla još jedna križarska vojska. Tek 1102. godine mogao se posvetiti prilikama u Hrvatskoj. 
Dok je Koloman bio zauzet u Hrvatskoj je još uvijek postojao protumađarski pokret. Koloman je uvidio da neće moći pokoriti Hrvatsku, pa se 1102. odlučio nagoditi s Hrvatima. Sklopio je ugovor Pacta Conventa s predstavnicima 12 hrvatskih plemena, koji su ga priznali za kralja, pa je tako Hrvatska ušla u personalnu uniju s Ugarskom. Obvezao se da neće dirati u njihove posjede te da će poštovati plemićke povlastice i prava Hrvatskog Kraljevstva. Hrvati su se tom pogodbom obvezali na vojnu pomoć do granica Hrvatske o svom trošku, a izvan granica o njegovom trošku. Koloman se obvezao i na zasebnu krunidbu za hrvatskog kralja. Iste godine okrunio se za hrvatskog kralja u Biogradu. Koloman se tada titulirao Rex Ramae et Slavoniae et Dalmatiae.

### Koloman postaje hrvatski kralj
Nakon Kolomanove krunidbe Almoš se smatrao zakinutim. Njega je Ladislav I. postavio za kralja Hrvatske. Pobjegao je u Njemačku tražiti pomoć protiv brata, ali mu to nije uspjelo jer je car Henrik IV. bio zauzet borbom protiv sina Henrika V., kojem je ubrzo morao predati njemačku krunu. Almoš se ne postigavši ništa vratio u Ugarsku, a Koloman mu je opet oprostio.  
Nakon što je stekao Hrvatsku, odlučio je ponovno pripojiti Dalmaciju. No to je zahtijevalo veliku umješnost, jer je upravu nad njom Bizant zbog smutnji u Hrvatskoj predao 1097. Mletačkoj Republici. Koloman nije raspolagao mornaricom, a bez toga je pothvat bio neostvariv. No 1104. godine je bizantski car Aleksije I. Komnen vjenčao svog sina i nasljednika Ivana II. za princezu Irenu. Ona je bila kći Ladislava I. Uz to su Bizant i Hrvatsko-Ugarska Kraljevina sklopile savez protiv antiohijskog i tarentskog hercega Boemunda. Boemund je tada prikupljao vojsku za napad na bizantski Drač. 

### Koloman vraća Dalmaciju
U takvim okolnostima Bizant je pristao da Koloman zauzme Dalmaciju. Mlečani su morali pristati na to, jer je Boemund i njima zadavao briga, ali i zbog trgovačkih interesa, koji su je vezali uz Bizant, pa se mletački dužd odrekao titule dužda Dalmacije i Hrvatske. 1105. godine krenuo je Koloman u Dalmaciju. Prvo je stigao pred Zadar, koji se odlučio oduprijeti. Počela je opsada, a grad se ubrzo ipak posredovanjem trogirskog biskupa Ivana Orsinija dogovorio s Kolomanom da ga za zlato dostatno za izgradnju zvonika Sv. Marije i plaćanje svih troškova boravka u Zadru, pusti u Zadar na 3 dana, sve kako Koloman ne bi bio osramoćen. Koloman je u "slavlju" ušao u grad Zadar. Na zvoniku je dao uklesati ove riječi: "Godine od upućenja Gospodina našega Isusa Krista 1105. nakon pobjede Ilira i nakon ulaza u Zadar dao je taj zvonik o svom trošku podići Koloman, kralj ugarski, hrvatski i dalmatinski". Koloman je Zadranima nato potvrdio stare privilegije i nastavio put prema Šibeniku i Trogiru, koji su priznali njegovu vlast bez otpora. 
Split se u početku opirao, ali kada je vidio da se kralj sprema za opsadu priznao je Kolomana za kralja posredovanjem svog nadbiskupa Krescencija. Kralj se tada vratio u Zadar, a ban Ugra je s hrvatskom i ugarskom vojskom isplovio prema otocima. Nakon neznatna otpora predao se Rab, a vjerojatno i Cres i Krk. Nakon predaje gradova i otoka sazvan je sabor dalmatinskih gradova, gdje su kralj, ugarski svjetovni i duhovni velikodostojnici, te vojska položili prisegu da će poštovati autonomiju dalmatinskih gradova. Tom su prilikom dalmatinski gradovi dobili privilegije, koji su bili gotovo identični, no sačuvao se samo prijepis Trogirske diplome. 
Kralj je gradovima zajamčio trajni mir, tj. pravni poredak i pravnu sigurnost, a bez da za to plaćaju posebni porez. Gradovi su sami mogli birati kneza i biskupa, a kralj ih jedino treba potvrditi. Potvrdio im je da mogu živjeti po dotadašnjim pravilima, i zakonima, te da ih slobodno mogu mijenjati. Time su stekli autonomiju pravosuđa. Kolomanu od prometa u luci pripadaju 2/3 prihoda, a 1/3 ide gradskom knezu. Biskupu prethodno od cjelokupne svote pripada 1/3. Kralj se obvezao da neće dopustiti da se stranci ni Mađari bez izričite privole građana nasele u grad, a oslobodio ih je i od zalaznine, tj gošćenja kralja i njegove pratnje kada bude došao u njihov grad, osim ako koji grad to sam prihvati. Građani su imali slobodu seljenja. Na kraju kralj dopušta onima kojima bi njegova vladavina postala preteška da sa svojom obitelji i imovinom slobodno odu gdje god to požele. Žitelji dalmatinskih gradova su bili sretni, što su nakon višegodišnjih borbi dočekali mirnije dane. Oni su slavili čas kad je "s Božjom milosti po Kolomanu vraćen mir i poredak na kopnu i na moru", te je sada svaki opet mogao ići za svojim poslom. 
Time je Koloman završio osvajanje Hrvatske, nakon rata koji je trajao 14 godina.
1107. Boemund je napao Drač, no nakon godinu dana neuspjelog ratovanja morao je sklopiti mir. U međuvremenu je Koloman poslao hrvatske i ugarske čete, koje su napale Boemundove posjede u Italiji i pustošile ih tri mjeseca, te zauzeli Brindisi i Monopoli.

### Almoševa buna
Koloman se u Ugarskoj u više navrata morao boriti protiv Almoša. Almoš se 1107. opet pobunio protiv brata. Pobjegao je u Poljsku, gdje ga je primio knez Boleslav III. Krivousti i pružio mu vojnu pomoć. Almoš je provalio u Ugarsku i zauzeo grad Abaujvar na Herandu. Čuvši za to Koloman je odmah pohitao s vojskom i opsjeo grad. Almoš se opet predao, a brat mu je ponovno oprostio. Koloman je pritom sklopio tajni savez s Boleslavom protiv njemačko-rimskog cara Henrika V. 
Već 1108. godine se Almoš opet pobunio. Koloman mu je oduzeo svu imovinu i titulu hercega čim je doznao da Almoš opet sprema pobunu. Tada je pobjegao u Njemačku, a car Henrik ga je srdačno primio. Izišao je u susret njegovim molbama i objavio rat Kolomanu želeći od Ugarske učiniti vazalnu njemačku državu. Nijemci su opsjeli grad Požun (današnja Bratislava), a vojska češkog kneza Svatopluka, koji je bio njemački vazal, provalila je i pustošila sjeverozapadnu Ugarsku. No tada je Češku napao Boleslav, pa se Svatopluk hitno morao vratiti u Češku. Carev pohod je propao jer se Požun nije predao. 
Koloman je za nasljednika proglasio svog sina Stjepana II. i dao ga okruniti. Pred smrt je saznao da Almoš sprema novu pobunu, pa je zabrinut za sudbinu svog sina i nasljednika, koji je tada imao tek 14 godina dao uhititi Almoša i njegova sina Belu, te ih je oslijepio. Potom ih je obojicu zatočio u samostanu blizu Vaca. 

### Gubitak Dalmacije i kraj vladavine
1112. godine zahladili su odnosi između Bizanta i Kolomana. To je pokušao iskoristiti mletački dužd pa je zatražio bizantsku pomoć da vrati dalmatinske gradove, no car je to zauzet drugim poslovima odbio. Ali nakon Almoševa osljepljenja je princeza Irena na čijem su se dvoru okupljali Almoševi pristaše isposlovala carev pristanak. Dužd Ordelaf Faledro je 1115. godine krenuo u rat. Zauzeo je Zadar, osim kule u kojoj se nalazila kraljevska vojska, te Biograd na moru. Kralj Koloman bio je teško bolestan i zauzet pitanjem nasljedstva da bi se mogao posvetiti obrani dalmatinskih gradova. 
Hrvatskom je u kraljevo ime upravljao ban, a država je bila podijeljena na kraljevske županije na čelu sa županom. Župane je postavljao kralj, a brinuli su se o sakupljanju poreza te su zapovijedali utvrdama i vojnim postrojbama. Prostori južno od Gvozda bili su samostalniji. Tamo je bilo manje kraljevskih posjeda. Zahvaljujući njegovim donacijama počelo je doseljavanje Mađara u Slavoniju, dok u Hrvatskoj to nije bio slučaj. Kralj je odredio i da se porez kunovina ili marturina, koji se prije plaćao u kunskim kožama počne plaćati u novcu i to s 12 denara srebra. 
Kada je u Splitu 1112. umro nadbiskup Krescencije, stvorio je u grad jaku stranku pristaša, koji su za novog nadbiskupa izabrali njegovog miljenika Mađara Manasea. U Splitu se smjestio i kraljev poreznik, te ugarska vojska. Time je kralj prekšio privilegije, koje je dao gradu.    
Koloman je umro 3. veljače 1116. godine, a naslijedio ga je sin Stjepan II.

## Brakovi i djeca
Kolomanove žene:
- Felicija Sicilska
- Eufemija Kijevska

Kolomanova djeca:
- Sofija (Koloman ju je nazvao po svojoj majci)
- Stjepan II.
- Ladislav
- Boris (?)

## Poznate vladarske isprave
- Trogirska diploma